# Básico 3
Básico 3 es el tercer álbum en directo del grupo español de rock Revólver, publicado por Warner Music en marzo de 2006. Supone el tercer volumen de discos en directo tras Básico y Básico 2, publicados en 1993 y 1997 respectivamente, e incluye versiones en formato acústico de temas incluidos en sus tres anteriores discos de estudio.

## Historia
Tras publicar Mestizo, Carlos Goñi emprendió una nueva gira eléctrica con un grupo reducido e integrado por Pau Chafer, José Vera y Ángel Celada. Al terminar la gira, Goñi volvió a emprender una serie de conciertos en formato acústico que culminaron con la grabación de Básico 3 el 14 de diciembre de 2005 en el plató Arconte Studio de Torrejón de Ardoz, Madrid.
El concierto, que tuvo lugar ante un público reducido de 700 personas, contó con la colaboración de Enrique Bunbury en «Faro de Lisboa», Mikel Erentxun en «Sara», Álvaro Urquijo en «Asustando al huracán» y Sasha Sokol en «Ay amor», e incluyó canciones de sus tres últimos álbumes de estudio —Sur, 8:30 a.m. y Mestizo—, además de una canción de Calle Mayor, «Ten fe en mí». Además, el álbum incluyó también dos temas inéditos, «Todo aquello que jamás seré» y «Marineros varados».
Warner Music publicó Básico 3 en tres formatos distintos: CD, con doce temas del concierto; DVD, con el concierto completo; y en formato digipack, con CD y DVD. El álbum debutó en el tercer puesto de la lista de discos más vendidos de España, elaborada por Promusicae, y se mantuvo en lista durante 18 semanas.

## Lista de canciones
Todas las canciones escritas y compuestas por Carlos Goñi. 
| N.º | Título                                      | Duración |  |
| 1.  | «Duro de llevar»                            | 4:38     |  |
| 2.  | «Todo aquello que jamás seré»               | 4:24     |  |
| 3.  | «Sara» (con Mikel Erentxun)                 | 6:24     |  |
| 4.  | «Es mejor caminar»                          | 4:43     |  |
| 5.  | «Marineros varados»                         | 5:33     |  |
| 6.  | «Asustando al huracán» (con Álvaro Urquijo) | 3:56     |  |
| 7.  | «Odio»                                      | 4:57     |  |
| 8.  | «Ay amor» (con Sasha Sokol)                 | 5:28     |  |
| 9.  | «Ten fe en mí»                              | 5:44     |  |
| 10. | «Faro de Lisboa» (con Enrique Bunbury)      | 6:29     |  |
| 11. | «San Pedro»                                 | 5:56     |  |
| 12. | «Mestizo»                                   | 7:32     |  |

## Personal
| Banda - Carlos Goñi: guitarra, armónica y voz - Santiago Campillo: guitarra - Arancha Domínguez: coros - Luca Frasca: teclados - Diego Galaz: violín, mandolina y guitarra - Cristina Narea: coros - Julián Nemesio: batería - Cuco Pérez: acordeón - Sidy Samb: percusión - José Vera: bajo y contrabajo | Artistas invitados - Enrique Bunbury: voz en «Faro de Lisboa» - Mikel Erentxun: voz en «Sara» - Sasha Sokol: voz en «Ay amor» - Álvaro Urquijo: guitarra y voz en «Asustando al huracán» |

## Posición en listas
| País   | Semanas | Semanas | Semanas | Semanas | Semanas | Semanas | Semanas | Semanas | Semanas | Semanas | Semanas | Semanas | Semanas | Semanas | Semanas | Semanas | Semanas | Semanas |
| País   | 1       | 2       | 3       | 4       | 5       | 6       | 7       | 8       | 9       | 10      | 11      | 12      | 13      | 14      | 15      | 16      | 17      | 18      |
| ------ | ------- | ------- | ------- | ------- | ------- | ------- | ------- | ------- | ------- | ------- | ------- | ------- | ------- | ------- | ------- | ------- | ------- | ------- |
| España | 3       | 10      | 20      | 25      | 34      | 42      | 43      | 49      | 55      | 55      | 71      | 84      | 89      | 83      | 99      | 96      | 91      | 99      |